# Comando de Operações Especiais (França)
O Comando de Operações Especiais (em francês:  Commandement des opérations spéciales, COS) é um estado-maior interarmas que reúne todas as forças especiais das Forças Armadas Francesas sob a mesma autoridade operacional. Ele é colocado sob as ordens do Chefe do Estado Maior das Forças Armadas (CEMA) e sob a autoridade direta do Presidente da República francês. A necessidade de tal federação surgiu após a participação francesa na primeira Guerra do Golfo (1991) e a observação dos exemplos americano (USSOCOM) e britânico (UKSF).

## Histórico

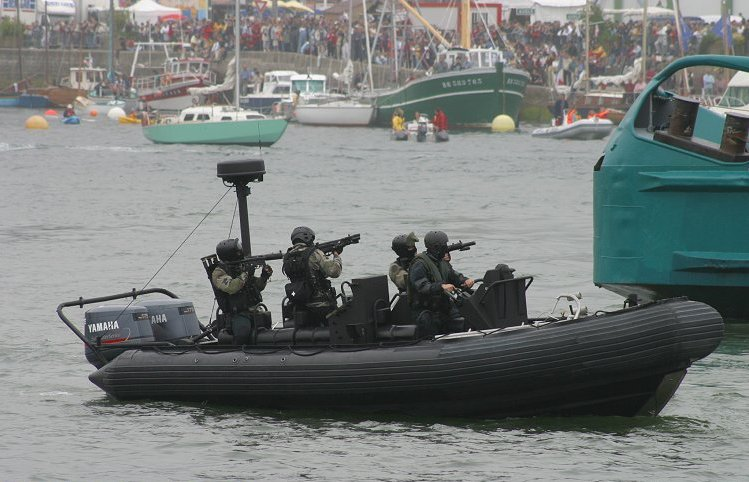
Comando Jaubert demonstrando uma simulação de assalto marítimo ao navio de apoio Alcyon durante o show marítimo de Brest em julho de 2004.

O Comando de Operações Especiais (COS) foi criado pelo despacho de 24 de junho de 1992 do Ministro da Defesa Pierre Joxe. O decreto de 5 de janeiro de 2017 relativo ao Comando de Operações Especiais define suas responsabilidades:
"É responsável pelo planeamento, preparação, coordenação e condução de operações especiais, que são operações militares realizadas fora do quadro das ações tradicionais, destinadas a atingir objetivos de interesse estratégico, nomeadamente ao nível das ações ambientais, abertura de teatros de operações, intervenção em profundidade sobre objetivos de elevado valor ou na luta contra organizações terroristas. Poderá ser-lhe confiada a liderança ou participação em operações de libertação de reféns fora do território nacional. Contribui para atividades de recolha e exploração de informações, especialmente num ambiente não permissivo."— Decreto de 5 de janeiro de 2017 relativo ao Comando de Operações Especiais.
A sede do COS está localizada desde 2006 na base aérea 107 em Vélizy-Villacoublay, em Yvelines.
Ao contrário do USSOCOM americano, o COS não possui unidades de guerra psicológica ou de ação civil-militar, apesar das diretivas do CEMA em 1993, quando o Almirante Jacques Lanxade autorizou-o a "desenvolver capacidades de guerra psicológica".
No início de 2014, o COS representava um grupo teórico de  3.196 pessoas (incluindo 256 no quadro de estado-maior), mais 400 reservistas. Seu efetivo efetivo atual é de 3.019 pessoas. A lei de programação militar 2014-2019 previa aumentar este número para 3.746 pessoas. Em 2018, eram 4.300 pessoas. Em 1º de setembro de 2021, o comando da força (GCOS) foi assumido pelo General-de-Brigada Bertrand Toujouse, o qual serviria até 1º de setembro de 2022, quando foi promovido a General-de-Corpo-de-Exército e assumiria o Comando das Forças Terrestres. O posto de GCOS foi ocupado pelo General-de-Brigada Michel Delpit.
François Hollande e depois Emmanuel Macron, como Presidentes da República, estavam convencidos da importância das forças especiais e elas hoje participam em todos os engajamentos da França no estrangeiro. Elas são os primeiros a chegar e as últimos a sair. Muitas vezes contam a primeira morte francesa em combate num terreno específico.
Em dezembro de 2022, os jornalistas Benoît Collombat, Jacques Monin (Rádio France) e Geoffrey Livolsi (Disclose) foram convocados para a DGSI após uma investigação publicada em 2018 sobre suspeitas de tráfico de influência dentro do exército francês. A investigação indica que o Ministério Público Financeiro Nacional está investigando o Comando de Operações Especiais em particular.

## Lugar do COS na estrutura militar francesa

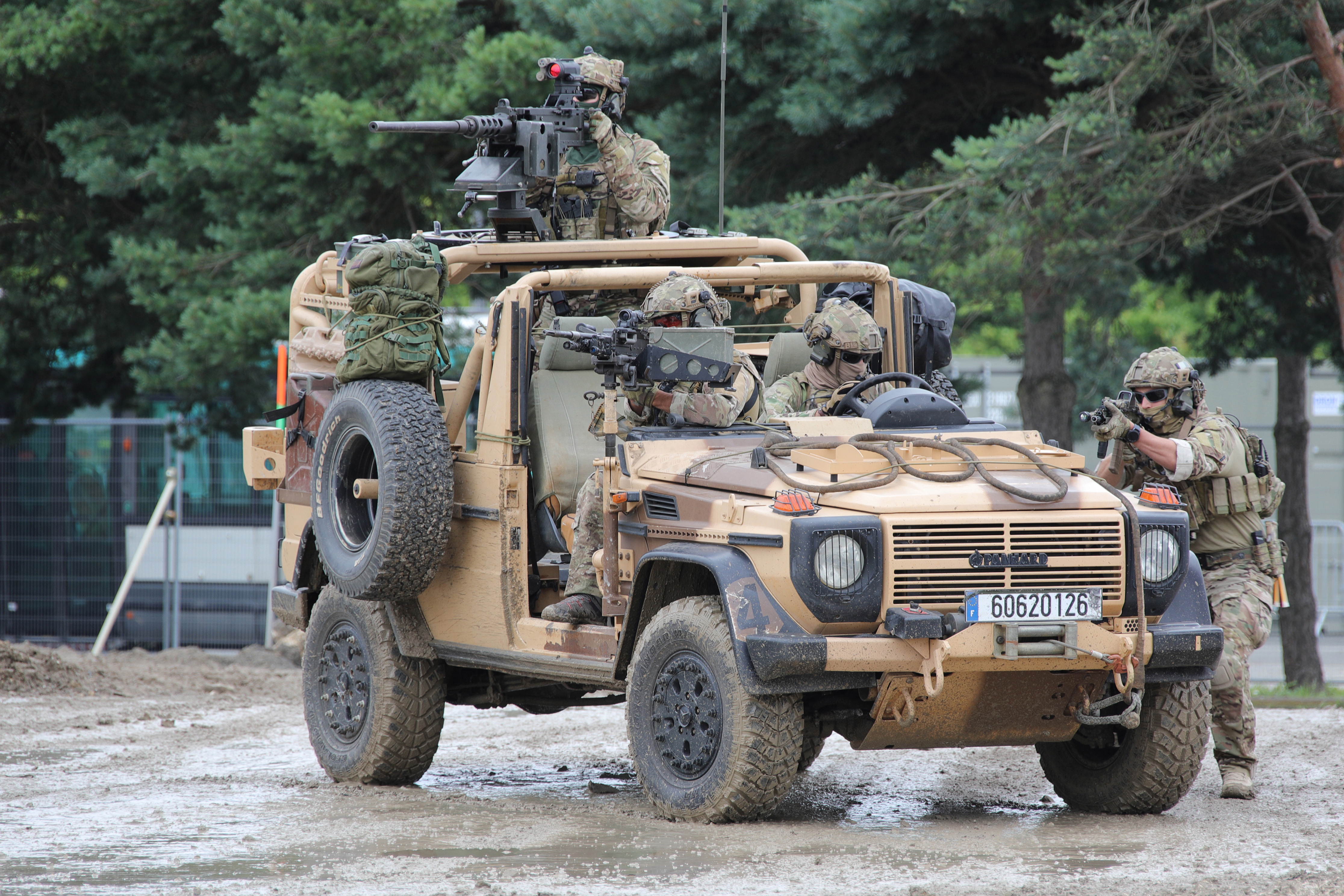
Equipe das Forças Especiais Terrestres durante uma demonstração de resgate de reféns, em junho de 2018

O COS está colocado sob as ordens do Chefe do Estado-Maior das Forças Armadas (CEMA) e sob a autoridade direta do Presidente da República Francesa. O COS é acima de tudo um comando operacional. Como tal, não tem autoridade orgânica direta sobre as unidades que emprega. No entanto, assume algumas destas funções, nomeadamente em termos de política de equipamentos, investigação e desenvolvimento, formação e preparação operacional.
Para o desempenho das missões que lhe são atribuídas, o CEMA coloca à disposição do COS os recursos materiais ou humanos adequados provenientes, quando aplicável, de qualquer unidade das Forças Armadas Francesas. O COS recorre rotineiramente aos componentes especiais das três forças:
- Componente Especial do Exército:
  - Comando das Forças Especiais Terrestres (COM FST), com sede em Pau, antiga Brigada de Forças Especiais Terrestres (BFST):
    - Companhia de Comando e Transmissões das Forças Especiais (CCTFS), com sede em Pau;
    - 1º Regimento de Pára-quedistas de Infantaria Marinha (1er RPIMa), especializado em ações de comandos terrestres do tipo RAPAS (pesquisa aerotransportada e ações especializadas), com sede em Bayonne;
    - 13º Regimento de Dragões Pára-quedistas (13e RDP), especializado em inteligência militar em ambientes hostis, com sede em Martignas-sur-Jalle;
    - 4º Regimento de Helicópteros das Forças Especiais (4e RHFS), uma unidade de helicópteros baseada em Pau.
- Componente especial da Marinha Nacional:
  - Força de Fuzileiros e Comandos da Marinha (FORFUSCO):
    - Comando Hubert (ação especial polivalente com especialidade de mergulhador de combate[N 1]);
    - Comando Jaubert (contra-terrorismo e vigilância-neutralização[N 1]);
    - Comando Trépel (contra-terrorismo e vigilância-neutralização[N 1]);
    - Comando Penfentenyo (contra-terrorismo e vigilância-neutralização);
    - Comando de Montfort (contra-terrorismo e vigilância-neutralização);
    - Comando Kieffer (comando e apoio operacional, altas tecnologias);
    - Comando Ponchardier (apoio logístico e apoio às operações especiais).
- Componente Especial da Força Aérea:
  - Brigada de Forças Especiais Aéreas (BFSA):
    - Comando Paraquedista Aéreo nº 10 (CPA 10)
    - Comando Paraquedista Aéreo nº 30 (CPA 30)

  - Esquadrão de Transporte 3/61 Poitou
  - Esquadrão de Helicópteros 1/67 Pirenéus

Os nomes anteriores das unidades de “1º, 2º e 3º círculos", utilizados nos primeiros anos de existência do COS não são mais utilizados. Visavam distinguir as chamadas unidades especiais de outras unidades ou grupos especializados do exército convencional (GCP, GCM, EOP, DIN, Fuzileiros Navais, CPA20 e 30, etc.), que poderiam reforçar unidades COS se necessário em operações para necessidades ocasionais. Neste tipo de unidade é natural e necessário que existam trocas relativas a equipamentos e táticas. A sua estrutura, equipamento, formação e capacidades operacionais baseiam-se no seu emprego específico nas suas divisões. No entanto, no âmbito das operações especiais conhecidas como “adaptadas", um grupo de forças especiais (GFS) conta e coordena-se com estas unidades de forma preferencial.
No início de 2014, o COS pôde dispor de dois C-130 Hercules, três C-160 Transall, dois DHC-6 Twin Otter, vinte e oito helicópteros da ALAT e dois helicópteros da Força Aérea. Nesse mesmo ano, para reforçar as capacidades de asa rotativa do COS, decidiu-se integrar o esquadrão de helicópteros 1/67 Pirenéus com os seus Caracals.
A operação Sabre representa 78,4 milhões de euros dos 1,2 milhão de euros (ou seja, 6,5%) dos custos adicionais das operações externas ao longo do ano de 2015.
| Unidades                | Efetivo teórico no início de 2014 | Efetivo teórico no início de 2014 | Efetivo previsto no LPM 2014-2019 |
| ----------------------- | --------------------------------- | --------------------------------- | --------------------------------- |
| 1e RPIMa                | 780                               | 768                               | 865                               |
| 13e RDP                 | 751                               | 707                               | 841                               |
| 4e RHFS                 | 279                               | 271                               | 454                               |
| GÁS                     | //                                | //                                | 150                               |
| Cdo Marine              | 721                               | 674                               | 721                               |
| CPA 10                  | 274                               | 231                               | 274                               |
| ET 3/61 Poitou          | 134                               | 123                               | 134                               |
| EH 1/67 Pirenéus        | -                                 | -                                 | -                                 |
| Total de "combatentes"  | 2939                              | 2774                              | 3.439                             |
| EM-BFST                 | 71                                | 71                                | 71                                |
| EM-ALFUSCO              | 80                                | 80                                | 80                                |
| EM-BFS                  | 12                                | 12                                | 12                                |
| EM-COS                  | 94                                | 82                                | 144                               |
| Total de "estado-maior" | 257                               | 245                               | 307                               |
| Total geral             | 3.196                             | 3.019                             | 3.746                             |

## Engajamentos conhecidos do COS

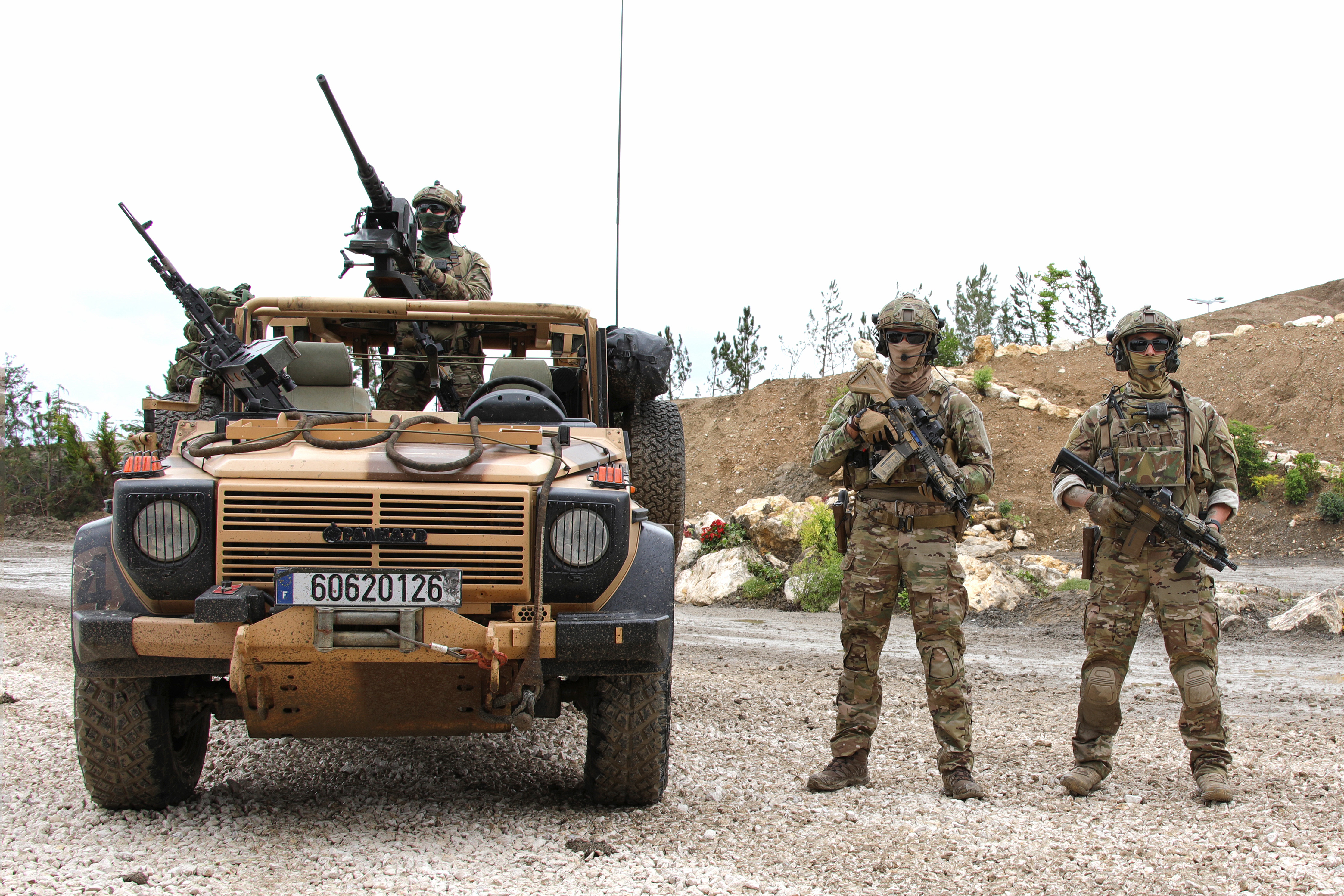
Equipe terrestre das forças especiais após uma demonstração de resgate de reféns, em junho de 2018

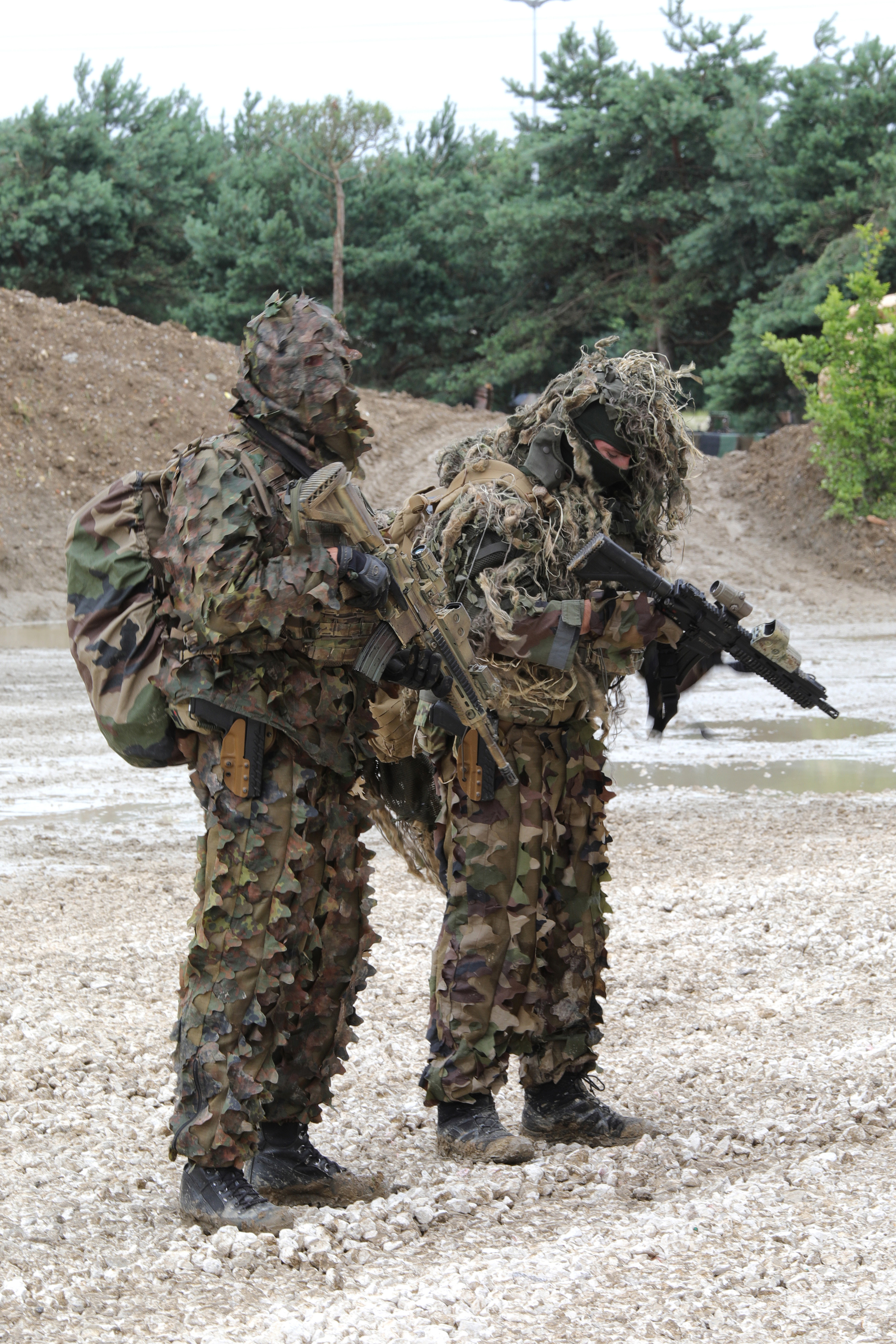
Operadores da Companhia de Comando e Transmissões das Forças Especiais Terrestres, em junho de 2018

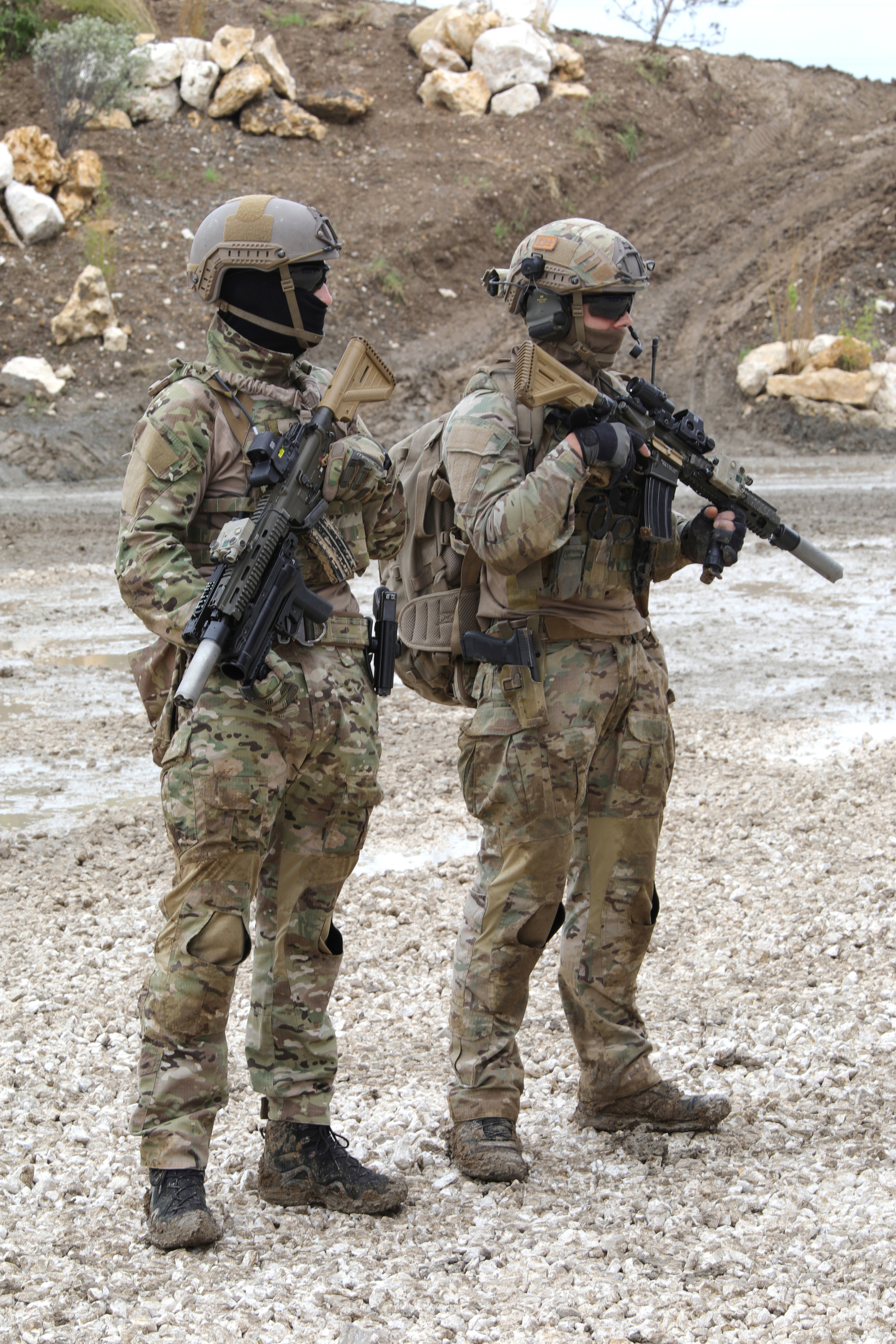
Operadores da Companhia de Comando e Transmissões das Forças Especiais Terrestres, em junho de 2018

Desde a sua criação em 1992, o COS participou notavelmente nas seguintes operações externas:
- Ilhas Comores, 1992
- Operação Oryx na Somália, 1992-93
- Operação Balbuzard no Mar Adrático, 1993
- Operação Amaryllis e Operação Turquoise em Rwanda, 1994-95
- Haiti, 1994
- Operação Azalée nas Comores, 1995
- Operação Balbuzard noir no Mar Adriático, 1995[7]
- Operação Almandin na República Centro-Africana, 1996
- Operação Pélican 1 e 2 no Congo-Brazzaville, 1997
- Operação Espadon: em 2 de junho de 1997, 20 homens do comando de Montfort (comandos da marinha) foram enviados para lá para evacuar quase mil pessoas de 21 nacionalidades diferentes da Serra Leoa. Estas pessoas seriam repatriadas no Aviso Jean Moulin e no FS Germinal para serem desembarcadas em Conacri, na Guiné.
- Operação Alba em Albânia, 1997

- Operação Iroko na Guinée-Bissau, 1998
- Bósnia-Herzegovina, prisão de pessoas indiciadas pelo Tribunal Penal Internacional para a ex-Jugoslávia entre 1999 e 2002.[8]
- Operação Kahia na Costa do Marfim, 1999
- Operação Vulcain no Kosovo, 2000
- Operação Licorne na  Costa do Marfim à partir de 2002
- Operação Artémis, República Democrática do Congo, 2003
- Afeganistão, de 2001 a 2012
- Operação Benga, na República Democrática do Congo, 2006
- Operação Boali na República Centro-Africana em 2007 com um salto de 58 paraquedistas operacionais sobre o aeródromo de Birao em 6 de março[9]
- Operação Thalathine em abril de 2008, na Somália, resgate de reféns no ato de pirataria contra o Le Ponant[10][11]
- Mali, pelo sequestro de funcionários dos grupos Areva e Vinci no Níger, em 16 de setembro de 2010.[12]
- Líbia, Operação Harmattan, intervenção em apoio às operações da OTAN ou com opositores ao regime do Coronel Gaddafi em 2011; com inteligência marítima, inserção marítima de forças do CNT, orientação de ataques aéreos e navais, instrução e assessoria
- [13][14]
- Síria, contatos do COS e da DGSE com soldados dissidentes sírios em 2011 (treinamento e estruturação de capacidade operacional).[15]
- Operação Sabre, agosto de 2012: desdobramento de homens do COS no Sahel.[16]
- Em 11 de janeiro de 2013, as forças do COS participaram na tentativa de resgatar o refém francês Denis Allex em Buulo Mareer, na Somália, em apoio do <i>Service Action</i> da DGSE.[17]
- Operação Serval: desde 11 de janeiro de 2013, a pedido do Mali, a fim de combater a ofensiva de vários grupos terroristas armados que já ocupavam todo o norte do país, foram mobilizados até 500 homens do COS.[18]
- Níger: a partir de fevereiro de 2013, um destacamento do COS foi encarregado de apoiar o exército nigerino no norte do país. Em 24 de fevereiro de 2013, elementos do COS alegadamente apoiaram o exército durante um assalto durante uma tomada de reféns na escola de suboficiais em Agadèz.[19]
- Líbia: em julho de 2014, evacuação de cidadãos franceses e estrangeiros de Trípoli, com o GIGN.[20]
- Mali: O refém holandês Sjaak Rijke, sequestrado em Timbuktu em 25 de novembro de 2011, foi libertado em abril de 2015 durante uma operação militar liderada pelas forças especiais francesas.[21]
- Mali: O COS interveio em 20 de novembro de 2015 durante o ataque ao Radisson Blu em Bamako.[22]
- Burkina Fasso: Em 15 de janeiro de 2016, as forças especiais francesas intervieram contra os terroristas no Splendid Hotel durante os Uagadugu.[23]
- Burkina Fasso: Em 2 de março de 2018, no âmbito do Ataque a Uagadugu, as forças especiais francesas intervieram em defesa da embaixada francesa e evacuaram o Instituto Francês, bem como os escritórios da Agência Francesa de Desenvolvimento.[24]
- Iraque e Síria: Força-Tarefa Hydra, em apoio ao exército iraquiano e às forças curdas contra o Estado Islâmico.[25] Forças especiais francesas estão presentes na província de Deir ez-Zor, na Síria, descobertas em fotos publicadas em setembro de 2018 pelo exército americano.[26] Estas mostravam um veículo Aravis em segundo plano.

| Operação                                            | País                               | Ano             | Envolvimento do COS |
| --------------------------------------------------- | ---------------------------------- | --------------- | --- |
| Operação Thalathine                                 | Somália                            | 2008            | O comando Hubert, apoiado pelo GIGN, prendeu seis piratas somalis em fuga. |
| Reféns de Arlit                                     | Níger                              | 2010            | Desdobramento do COS no Sahel. |
| Operação Harmattan                                  | Líbia                              | 2011            | Líbia, Operação Harmattan, intervenção em apoio às operações da OTAN ou com opositores ao regime do Coronel Gaddafi em 2011 (inteligência marítima, inserção marítima de forças do CNT, orientação de ataques aéreos e navais, instrução e aconselhamento).                |
| Batalha de Tabankort (Operação Arcanjo Fulgurante)  | Níger                              | 2011            | O COS intervém para tentar libertar dois reféns franceses mantidos prisioneiros pela AQMI. A operação resultou na morte dos dois reféns. |
| Operação Serval Força-Tarefa Sabre Batalha de Konna | Mali                               | 2013            | Em 10 de janeiro de 2013, as forças do COS (comandos navais e 1e RPIMa) tomaram em particular o aeroporto de Mopti-Sévaré. O Tenente Boiteux do 4e RHFS foi morto durante a Batalha de Konna.                                                                              |
| Tentativa de resgatar o refém francês Denis Allex   | Somália                            | 2013            | Em 11 de janeiro de 2013, as forças do COS participaram na tentativa de libertar o refém francês Denis Allex em Buulo Mareer, na Somália, em apoio ao Serviço de Ação da DGSE .                                                                                            |
| Atentados em Agadez e Arlit                         | Níger                              | 2013            | Um destacamento do COS foi encarregado, desde fevereiro de 2013, de apoiar o exército nigerino no norte do país. Em 24 de fevereiro de 2013, elementos do COS alegadamente apoiaram o exército durante um assalto de resgate de reféns na escola de suboficiais em Agadèz. |
| Operação Chammal - Força-Tarefa Hydra               | Iraque- Síria                      | 2014 - presente | O COS intervém em particular durante a batalha de Mosul e no norte da Síria, no setor de Manbij. Operadores do COS participam na busca de inteligência para rastrear os líderes do Estado Islâmico, Abu Bakr al-Baghdadi, seu "califa".                                    |
| Atentados do Radisson Blu em Bamako                 | Mali                               | 2015            | O COS interveio em 20 de novembro de 2015 durante o ataque ao Radisson Blu em Bamako. |
| Atentados de Uagadugu                               | Burquina Fasso                     | 2016            | Em 15 de janeiro de 2016, as forças especiais francesas intervieram contra os terroristas no Splendid Hotel durante os ataques de Uagadugu. |
| Batalha de al-Hodeida                               | Iêmen                              | 2018            | As forças especiais francesas estariam presentes ao lado das forças dos Emirados no Iémen, como parte da guerra civil. Elementos teriam participado ao lado da coalizão árabe na batalha para recapturar o porto iemenita de Hodeida das mãos dos rebeldes huthi.          |
| Combate de Gorom-Gorom                              | Burquina Fasso                     | 2019            | O combate de Gorom-Gorom ocorreu na noite de 9 para 10 de maio, com a libertação de 4 reféns (2 franceses, 1 americano, 1 sul-coreano) no norte de Burkina Faso. Os suboficiais Alain Bertoncello e Cédric de Pierrepont foram mortos nesta operação.                      |
| Resgate de Jérôme Hugonot                           | -Fronteira entre o Níger e o Chade | 2022            | Em 30 de outubro de 2022, as forças especiais francesas, apoiadas por elementos das forças armadas do Chade, resgataram um cidadão franco-australiano mantido refém por homens armados perto da fronteira entre o Chade e o Níger.                                         |

| Ano  | Efetivos |
| ---- | -------- |
| 2001 | 50-70    |
| 2002 | 50-70    |
| 2003 | 200-250  |
| 2004 | 200-250  |
| 2005 | 200-250  |
| 2006 | 200-250  |
| 2007 | /        |
| 2010 | 120      |
| 2011 | 100+     |

| País       | Período                          |
| ---------- | -------------------------------- |
| RCI        | 2004                             |
| RCA        | Novembro de 2006 a março de 2007 |
| Libéria    | 2004                             |
| Guiné      | 2007                             |
| Chade      | 2007-2008                        |
| Níger-Mali | Janeiro de 2011                  |
| Quênia     | Outono de 2011                   |
| Mauritânia | Desde 2008                       |

## Lista de forças operacionais do COS
- Afeganistão: Força-Tarefa Ares (2003-2007), depois GFS Jehol (2009-2012) e Força-Tarefa 32 (2012-2013).
- Sahel: Força-Tarefa Sabre (2008-)
- Sahel: Força-Tarefa Takuba (2020-)
- Djibuti: Força-Tarefa Kara
- Iraque - Síria: Força-Tarefa Hydra (2014-)
- República Centro-Africana: Força-Tarefa Auriga (2013-)

## Lista de oficiais-generais comandantes do COS
O oficial-general que comanda o COS é designado pela sigla "GCOS" (général commandant les opérations spéciales, general comandante de operações especiais) se for do Exército ou da Aeronáutica e pela sigla "ALCOS" (amiral commandant les opérations spéciales, almirante comandante de operações especiais) se for oriundo da Marinha Nacional.
| Nº | Retrato | Posto                                                             | Nome                      | ForçaArmada | Unidade especial comandada no passado      | Duração do mandato     | Duração do mandato     | Duração do mandato         |
| Nº | Retrato | Posto                                                             | Nome                      | ForçaArmada | Unidade especial comandada no passado      | Início                 | Fim                    | Longevidade                |
| -- | ------- | ----------------------------------------------------------------- | ------------------------- | ----------- | ------------------------------------------ | ---------------------- | ---------------------- | -------------------------- |
| 1  |         | General de brigada                                                | Maurice Le Page           | Exército    | Nenhuma                                    | 1992                   | 1996                   | 4 anos                     |
| 2  |         | General de brigada depois General de divisão (13 de maio de 1998) | Jacques Saleün            | Aeronáutica | Piloto do corpo de oficiais da aeronáutica | 1º de abril de 1996    | 1º de janeiro de 2000  | 3 anos e 9 meses           |
| 3  |         | General de divisão                                                | André Ranson              | Exército    |                                            | 1º de janeiro de 2000  | 16 de abril de 2001    | 1 ano e 4 meses            |
| 4  |         | General de brigada                                                | Henri Poncet              | Exército    | Ex-comandante da 11e BP (1999-2000)        | 17 de abril de 2001    | 31 de agosto de 2004   | 3 anos, 4 meses e 14 dias  |
| 5  |         | General de brigada                                                | Benoît Puga               | Exército    | Ex-comandante do 2e REP (1996-1998)        | 1º de setembro de 2004 | 1º de julho de 2007    | 2 anos, 9 meses e 29 dias  |
| 6  |         | Contra-almirante                                                  | Pierre Martinez           | Marinha     | FORFUSCO(2005 - 2007)                      | 1º de julho de 2007    | 1º de setembro de 2009 | 1 ano, 1 mês e 30 dias     |
| 7  |         | General de brigada                                                | Frédéric Beth             | Exército    | Nenhuma                                    | 1º de setembro de 2009 | 31 de julho de 2011    | 1 ano, 10 meses e 30 dias  |
| 8  |         | General de brigada                                                | Christophe Gomart         | Exército    | 13e RDP (2003 - 2005)                      | 1º de agosto de 2011   | 31 de julho de 2013    | 1 ano, 11 meses e 30 dias  |
| 9  |         | General de brigada                                                | Grégoire de Saint-Quentin | Exército    | 1er RIPMa (2004 - 2006)                    | 1º de agosto de 2013   | 31 de agosto de 2016   | 3 anos e 30 dias           |
| 10 |         | Contra-almirante                                                  | Laurent Isnard            | Marinha     | Commando Hubert(1999 - 2001)               | 1º de setembro de 2016 | 30 de agosto de 2019   | 2 anos, 11 meses e 29 dias |
| 11 |         | General de brigada                                                | Éric Vidaud               | Exército    | 1er RIPMa (2008 - 2010)                    | 31 de agosto de 2019   | 1º de setembro de 2021 | 2 anos e 1 dia             |
| 12 |         | General de brigada                                                | Bertrand Toujouse         | Exército    | 13e RDP (2007-2009)                        | 1º de setembro de 2021 | 31 de agosto de 2022   | 11 meses e 30 dias         |
| 13 |         | General de brigada                                                | Michel Delpit             | Exército    | 1er RIPMa (2014-2016)                      | 1º de setembro de 2022 | Em função              |                            |

## Lista de comandos do COS que morreram em operações externas[32]
| Data       | Identidade           | Idade | Posto                  | Força de origem  | Unidade          | Teatro de Operação |
| ---------- | -------------------- | ----- | ---------------------- | ---------------- | ---------------- | ------------------ |
| 19/02/1985 | Rhodes Paul          | 41    | Commandant             | Armée de terre   | 1er RPIMa        | Guerra do Líbano   |
| 13/11/1990 | Burgart Jacques      | 30    | Sergent                | Armée de terre   | 13e RDP          | Operação Daguet    |
| 26/02/1991 | Schmitt Yves         | 32    | Sergent                | Armée de terre   | 1er RPIMa        | Guerra do Golfo    |
| 26/02/1991 | Cordier Eric         | 24    | Caporal-chef           | Armée de terre   | 1er RPIMa        | Guerra do Golfo    |
| 07/01/1992 | Eychenne Jean-Loup   | 34    | Lieutenant de Vaisseau | Marine nationale | Commando Hubert  | Croácia            |
| 19/11/1997 | Graff Yvon           | 49    | Capitaine de Corvette  | Marine nationale | Commando Jaubert | Sérvia             |
| 29/08/1999 | Cuzon Philippe       | 29    | Sergent                | Armée de terre   | 13e RDP          | Bosnie-Herzégovina |
| 31/08/2004 | Yagci Murat          | 21    | Caporal                | Armée de terre   | 1er RPIMa        | Afeganistão        |
| 04/03/2005 | Bury Eric            | 32    | Sergent-chef           | Armée de terre   | 1er RPIMa        | Costa do Marfim    |
| 04/03/2005 | Lantenois Sylvain    | 33    | Sergent-chef           | Armée de terre   | 1er RPIMa        | Costa do Marfim    |
| 17/09/2005 | Crupel Cédric        | 28    | Caporal-Chef           | Armée de terre   | 1er RPIMa        | Afeganistão        |
| 04/03/2006 | Le Page Loïc         | 30    | Premier-Maître         | Marine nationale | Commando Trépel  | Afeganistão        |
| 20/05/2006 | Gazeau Joël          | 36    | Adjudant-Chef          | Armée de terre   | 1er RPIMa        | Afeganistão        |
| 20/05/2006 | Poulain David        | 37    | Caporal-Chef           | Armée de terre   | 1er RPIMa        | Afeganistão        |
| 25/08/2006 | Paré Frédéric        | 34    | Premier-Maître         | Marine nationale | Commando Marine  | Afeganistão        |
| 25/08/2006 | Planelles Sébastien  | 28    | Caporal-Chef           | Armée de l'air   | CPA 10           | Afeganistão        |
| 03/03/2008 | Polin Gilles         | 28    | Sergent-Chef           | Armée de terre   | 1er RPIMa        | Sudão              |
| 18/01/2009 | Rouat Yoan           | 23    | Caporal-Chef           | Armée de terre   | 13e RDP          | Gabão              |
| 18/01/2009 | Michaud Cyril        | 32    | Sergent-Chef           | Armée de terre   | 13e RDP          | Gabão              |
| 18/01/2009 | Le Maître Gilles     | 22    | Sergent                | Armée de terre   | 13e RDP          | Gabão              |
| 18/01/2009 | Cheix Yannick        | 35    | Sergent                | Armée de terre   | 13e RDP          | Gabão              |
| 19/01/2009 | Schigetomi Michael   | 29    | Sergent                | Armée de terre   | 13e RDP          | Gabão              |
| 26/09/2009 | Poirier Gabriel      | 23    | Caporal-Chef           | Armée de terre   | 13e RDP          | Afeganistão        |
| 26/09/2009 | Hertach Yann         | 38    | Adjudant-Chef          | Armée de terre   | 13e RDP          | Afeganistão        |
| 17/12/2010 | Lefort Jonathan      | 28    | Second-Maître          | Marine nationale | Commando Trépel  | Afeganistão        |
| 14/07/2011 | Bourdet Benjamin     | 30    | Second-Maître          | Marine nationale | Commando Jaubert | Afeganistão        |
| 11/01/2013 | Boiteux Damien       | 41    | Lieutenant             | Armée de terre   | 4e RHFS          | Mali               |
| 29/04/2013 | Duval Stéphane       | 32    | Caporal-Chef           | Armée de terre   | 1er RPIMa        | Mali               |
| 26/12/2013 | Guillebault Thomas   | 21    | Caporal                | Armée de l'air   | CPA 20           | Níger              |
| 29/10/2014 | Dupuy Thomas         | 32    | Sergent-Chef           | Armée de l'air   | CPA 10           | Mali               |
| 29/11/2014 | Bajja Samir          | 38    | Adjudant               | Armée de terre   | 4e RHFS          | Burkina-Fasso      |
| 26/11/2015 | Guarato Alexis       | 35    | Sergent-Chef           | Armée de l'air   | CPA 10           | Mali               |
| 23/09/2017 | Grenier Stéphane     | 34    | Adjudant-Chef          | Armée de terre   | 13e RDP          | Síria              |
| 10/05/2019 | de Pierrepont Cédric | 33    | Maître                 | Marine nationale | Commando Hubert  | Burkina-Fasso      |
| 10/05/2019 | Bertoncello Alain    | 28    | Maître                 | Marine nationale | Commando Hubert  | Burkina-Fasso      |
| 29/08/2023 | Mazier Nicolas       | 31    | Sergent                | Armée de l'air   | CPA 10           | Iraque             |

## Lista de comandos do COS que morreram fora das operações
| Data       | Identidade              | Idade | Posto                     | Força de origem  | Unidade                 | Local        |
| ---------- | ----------------------- | ----- | ------------------------- | ---------------- | ----------------------- | ------------ |
| -          | Hyvair                  | -     | Premier-Maître            | Marine nationale | Commando Hubert         | -            |
| 26/11/1966 | Aquaronne Bernard       | -     | Matelot                   | Marine nationale | Commando de Penfentenyo | Var          |
| 1967       | Ausseuil                | -     | -                         | Marine nationale | Commando Jaubert        | Var          |
| 1967       | Lancier                 | -     | -                         | Marine nationale | Commando Jaubert        | Var          |
| 1967       | Gulczynski Christian    | -     | -                         | Marine nationale | Commando Jaubert        | Var          |
| 02/05/1968 | Hentz Jean              | -     | Matelot                   | Marine nationale | Commando Penfentenyo    | -            |
| 21/01/1969 | Bourdin Philippe        | -     | -                         | Marine nationale | Commando Hubert         | Finistère    |
| 21/01/1969 | Perina Gérard           | -     | -                         | Marine nationale | Commando Hubert         | Finistère    |
| 12/03/1974 | Sie Philippe            | -     | Quartier-Maître 2e Classe | Marine nationale | Commando Penfentenyo    | Gard         |
| 15/12/1977 | Gagnard Jean-Claude     | -     | Matelot                   | Marine nationale | Commando de Penfentenyo | Djibouti     |
| 1981       | Leborgne Daniel         | -     | Quartier-Maître           | Marine nationale | Commando Trépel         | -            |
| 03/02/1982 | Gloanec Jean-Paul       | -     | Major                     | Marine nationale | Commando Jaubert        | Djibouti     |
| 11/07/1984 | Vallade Claude          | -     | Second-Maître             | Marine nationale | Commando Hubert         | Finistère    |
| 10/02/1986 | Robidaire Jean-François | -     | Capitaine de Corvette     | Marine nationale | Commando Hubert         | Corse-du-Sud |
| 10/02/1986 | Guillard Luc            | -     | Second-Maître             | Marine nationale | Commando Hubert         | Corse-du-Sud |
| 10/02/1986 | Petit Gilles            | -     | Second-Maître             | Marine nationale | Commando Hubert         | Corse-du-Sud |
| 10/02/1986 | D'Oiron Aimery          | -     | Aspirant                  | Marine nationale | Commando Hubert         | Corse-du-Sud |
| 10/02/1986 | Geffrault Michel        | -     | Second-Maître             | Marine nationale | Commando Hubert         | Corse-du-Sud |
| 11/06/1987 | Morio Christian         | -     | Premier-Maître            | Marine nationale | Commando Marine         | -            |
| 17/10/1989 | Roseau Bernard          | 39    | Capitaine de Corvette     | Marine nationale | Commando Hubert         | -            |
| 04/06/1993 | Lechauve Eric           | -     | -                         | Marine nationale | Commando Hubert         | Finistère    |
| 04/06/1993 | Bengloan Stéphane       | -     | -                         | Marine nationale | Commando Hubert         | Finistère    |
| 13/07/2006 | Renard Thierry          | 25    | Second-Maître             | Marine nationale | Commando Marine         | Finistère    |
| 17/11/2009 | Le Bihan Eric           | -     | Second-Maître             | Marine nationale | Commando Hubert         | Var          |
| 24/10/2013 | Lanriec Maurice         | 47    | Maître-Principal          | Marine nationale | Commando Marine         | Morbihan     |
| 19/07/1995 | Bihan Gilbert           | -     | Second-Maître             | Marine nationale | Commando de Penfentenyo | Djibouti     |
| 1996       | Bodson                  | -     | Quartier-Maître           | Marine nationale | Commando Marine         | Djibouti     |
| 1996       | Burns                   | -     | Quartier-Maître           | Marine nationale | Commando Marine         | Djibouti     |
| 12/11/1998 | Luce Pierre-Marie       | -     | -                         | Marine nationale | Commando Trépel         | Djibouti     |
| 02/11/2001 | Thiers Henri            | -     | Lieutenant de Vaisseau    | Marine nationale | Commando de Montfort    | Djibouti     |
| 09/10/2015 | Labbé Ludovic           | 33    | Caporal-chef              | Armée de terre   | 1er RPIMa               | Guyane       |
| 27/05/2016 | -                       | 31    | Sergent                   | Armée de terre   | 13e RDP                 | Dordogne     |
| 06/02/2018 | Gibert Quentin          | 29    | Capitaine                 | Armée de terre   | 4e RHFS                 | Var          |
| 06/02/2018 | Greve Sébastien         | 30    | Lieutenant                | Armée de terre   | RHFS                    | Var          |
| 21/07/2018 | Peyrony-Rapatout Arnaud | 37    | Adjudant                  | Marine nationale | Commando de Penfentenyo | Djibouti     |

## Exposição
- 2022-2023: "Forces spéciales", Musée de l'Armée (Paris).[33]